# Rita Ogene
Rita Omoshuka Ogene, née le 29 juillet 1989, est une karatéka nigériane.

## Carrière
Elle obtient la médaille de bronze en kumite dans la catégorie des moins de 68 kg lors des Championnats d'Afrique de karaté 2020 à Tanger puis la médaille d'or dans cette même catégorie aux Championnats d'Afrique de karaté 2021 au Caire et la médaille de bronze dans cette même catégorie aux Championnats d'Afrique de karaté 2022 à Durban.
Elle est médaillée de bronze en kumite par équipes lors des Championnats d'Afrique 2025 à Abuja.